# تل سرکوه
تل سرکوه، روستایی است از توابع بخش سعدآباد در شهرستان دشتستان استان بوشهر ایران. این روستا از قدیمی‌ترین مناطق شهرستان دشتستان می‌باشد. با توجه به گذر رودخانه از این روستا کشاورزی از دیرباز رونق داشته. آبشار تل سرکوب از مناظر بسیار دیدنی این روستا است که در سال‌های اخیر فضای تفریحی و سیاحتی در مجاورت آبشار برای توریست‌ها فراهم آورده‌اند.

## جمعیت
این روستا در دهستان زیرراه قرار داشته و براساس سرشماری سال ۱۳۸۵ جمعیت آن ۱۰۳۶نفر (۲۰۶خانوار) می‌باشد.